# داجو-دونگ
داجو-دونگ (به لاتین: Daejo-dong) یک منطقهٔ مسکونی در کره جنوبی است که در ناحیه یونپیونگ واقع شده‌است.